# Округ Полк (Ајова)
Округ Полк (енгл. Polk County) је округ у америчкој савезној држави Ајова.

## Демографија
По попису из 2010. године број становника је 430.640, што је 56.039 (15,0%) становника више него 2000. године.
| Група             | 2000.           | 2010.           |
| Белци             | 323.785 (86,4%) | 347.710 (80,7%) |
| Афроамериканци    | 18.113 (4,8%)   | 25.853 (6,0%)   |
| Азијати           | 9.858 (2,6%)    | 15.220 (3,5%)   |
| Хиспаноамериканци | 16.490 (4,4%)   | 32.647 (7,6%)   |
| Укупно            | 374.601         | 430.640         |